# Liste der Monuments historiques in Xanton-Chassenon
Die Liste der Monuments historiques in Xanton-Chassenon führt die Monuments historiques in der französischen Gemeinde Xanton-Chassenon auf.

## Liste der Bauwerke
| Bezeichnung        | Beschreibung | Standort | Kennzeichnung | Schutzstatus | Datum | Bild           |
| ------------------ | ------------ | -------- | ------------- | ------------ | ----- | -------------- |
| Schloss Chassenon  |              | (Lage)   | PA00110290    | Classé       | 1956  | weitere Bilder |
| Kirche St-Pierre   |              | (Lage)   | PA00110291    | Inscrit      | 1927  | weitere Bilder |
| Ehemaliges Priorat |              | (Lage)   | PA85000023    | Inscrit      | 2005  |                |

## Liste der Objekte
- Monuments historiques (Objekte) in Xanton-Chassenon in der Base Palissy des französischen Kultusministeriums